# Клан Киркпатрик

Герб вождей клана Киркпатрик

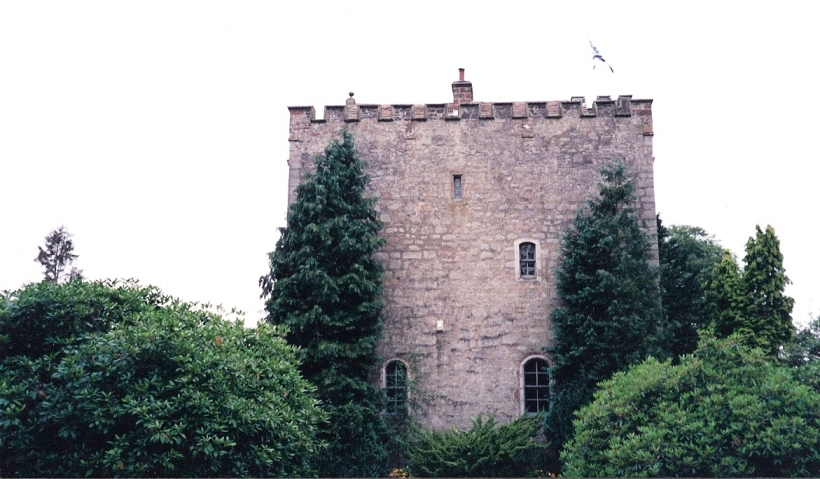
Замок Клоузберн, построенный в конце 14 века, бывшая резиденция клана Киркпатрик

Клан Киркпатрик (шотл. — Clan Kirkpatrick) — клан Гилпатрик — один из кланов равнинной части Шотландии (Лоуленда). Есть много вариантов написания названия клана. На сегодня клан не имеет признанного герольдами Шотландии и Судом Лорда Лайона вождя клана, поэтому этот клан называется в Шотландии «кланом оруженосцев». Кроме того, многие считают, что клан Киркпатрик является септом клана Дуглас, а другие считают, что этот клан — септ клана Колкахун.
- Лозунг клана: I make sure (англ.) — «Я убеждаюсь»
- Земли клана: Дамфрисшир
- Историческая резиденция вождей клана: Замок Клоузберн (шотл. — Closeburn Castle)
- Союзные кланы: Брюс, Дуглас, Кэмпбелл
- Враждебные кланы: Комин, Линдсей, Чартерис, Каррутерс, Ирвин.

## История клана Киркпатрик

### Происхождение клана Киркпатрик
Клан берет свое название от церкви Святого Патрика в приходе Клоузберн в Дамфрисшире, Шотландия. Буквальный перевод названия клана — «церковь Патрика». Согласно исторической традиции клан Киркпатрик владел землями Клоузберна с IX века.
Впервые в исторических документах клан Киркпатрик упоминается в XII веке: в грамотах относительно земельной собственности клана Брюс упоминается Ивон де Киркпатрик (гельск. — Ivone de Kirkpatrick). Этот же Ивон де Киркпатрик получил от короля Шотландии Александра II королевскую грамоту, подтверждающую его право владеть землями.

### XIV век — война за независимость Шотландии
Роджер Киркпатрик служил Роберту Брюсу, когда тот убил Джона «Красного» Комина — вождя клана Комин в церкви в Дамфрисе. Когда произошла стычка в церкви, там был и Джон Комин и Роджер Киркпатрик. Робер Брюс думал, что во время схватки убил их обоих и с возгласом выбежал из церкви. В это время Роджер Киркпатрик выхватил окровавленный кинжал, которым был убит Джон Комин с возгласом: «I’ll mak siccar!» — «Я убеждаюсь!» Эти слова стали девизом клана и записаны на гребне клана. В 1314 году Киркпатрик был отправлен с посольством в Англии с сэром Нилом Кэмпбеллом. В награду за эту миссию клан Кирпатрик получил земли Редбурга. Сэр Роджер Киркпатрик отличился в 1355 году, когда он взял штурмом замки Керлаверок и Далсвинтон, которые были заняты англичанами. В 1357 году Киркпатрик был убит своим родственником — сэром Джеймсом Линдсеем из клана Линдсей во время частной ссоры. Титул вождя клана унаследовал его племянник, сэр Томас Киркпатрик, который, в 1409 году получил от Роберта Стюарта, герцога Олбани, титул барона Клоузберна и Редбурга.

### XVI—XVII века
В 1526 году возникла вражда с кланом Чартерис. Об этом есть записи в книгах уголовного судопроизводства Питкэрна, Шотландия. Джон Чартерис из Амсфильда вместе со своим братом и двумя сыновьями были обвинены в убийстве Роджера Киркпатрика и его сына Александра Киркпатрика в марте 1526 года.
В 1542 году внук сэра Томаса Киркпатрика, другой сэр Томас Киркпатрик, был взят в плен в битве при Солуэй-Моссе. Имущество клана унаследовалось его двоюродным братом. В 1685 году сэр Томас Киркпатрик из Клоузберна получил титул баронета Новой Шотландии за поддержку короля Англии и Шотландии Карла I Стюарта во время Гражданской войны. Особняк, который был построен 1-м баронетом, сгорел в пожаре. 4-й баронет Киркпатрик — сэр Джеймс Киркпатрик продал имение Клоузберн.
В 1563 году Джон Каррутерс из Хаумайнса из клана Каррутерс был обвинен вместе с Эдвардом Ирвином Боншоу — вождем клана Ирвин в нападении на клан Киркпатрик и его земли Клоузберн и в убийстве людей из клана Киркпатрик.
Уильям Киркпатрик, из линии Киркпатрик из Конхета, занимался торговлей в Малаге (Испания), он женился старшей дочери бельгийского барона. Его правнучка — Евгения де Монтихо стала императрицей Франции, когда она вышла замуж за Наполеона III.

### Замки клана Киркпатрик
- Замок Клоузберн (шотл. — Closeburn Castle) — замок был главной резиденцией вождей клана Киркпатрик[1].
- Замок Тортоуолд (шотл. — Torthorwald Castle)[1]
- Замок Тайнрон Дун (шотл. — Tynron Doon) — замок был местом встречи вождя клана Кикрпатрик и будущего короля Шотландии Роберта Брюса, который остался там после убийства Джона Комина[1].